# VIII каденція Галицького сейму
7-ма каденція Галицького сейму тривала з 1901 до 1907 року, засідання відбувалися у Львові.

## Склад

### Вірилісти
- Юзеф Більчевський — львівський римо-католицький архиєпископ
- Андрей Шептицький — львівський греко-католицький архиєпископ
- Йосиф Теофіл Теодорович — львівський вірмено-католицький архиєпископ
- Леон Валенґа — тарнівський римо-католицький єпископ
- Йосиф Себастьян Пельчар — перемиський римо-католицький єпископ
- Ян Пузина — краківський римо-католицький єпископ
- Костянтин Чехович — перемиський греко-католицький єпископ
- Василь Фацієвич — адміністратор станіславської греко-католицької єпархії (з 1904 єпископ Григорій Хомишин)

Ректори Львівського університету (займали місця, якщо в час їх річної каденції випадала сесія Сейму):
- Людвік Ридигер (1901)
- Владислав Охенковський (1902-1903)
- Ян Непомуцен Фіялек (1903-1904)
- Антоній Каліна (1904)
- Юзеф Пузина (1904-1905)
- Владислав Антоній Ґлузинський (1905)
- Фелікс Ґризецький (1906-1907)
- Броніслав Дембінський (1907)

Ректори Ягеллонського університету (займали місця, якщо в час їх річної каденції випадала сесія Сейму):
- Едвард Янчевський (1901)
- Тадеуш Громницький (1902-1903)
- Едмунд Кшимуський (1903-1904)
- Наполеон Цибульський (1904)
- Стефан Павлицький (1905)
- Францішек Ґабриль (1907)

Ректори Львівської Політехніки:
- Роман Дзеслевський (1901)
- Тадеуш Фідлер (1902-1903)
- Станіслав Кемпінський (1903-1904)
- Леон Сирочинський (1904)
- Северин Відт (1905)
- Віктор Синевський (1907)

Президент Академії знань у Кракові
- Станіслав Тарновський

### Обрані посли

#### І курія
- 1. Краківська округа:
  - Казимир Фелікс Бадені
  - Міхал Бобжинський
  - Пйотр Ґурський (21 червня 1906 на його місце обраний Кароль Чеч де Ліндевальд)
  - Юзеф Мілевський
  - Францішек Пашковський
  - Владислав Струшкевич
- 2. Бережанська округа: 
  - Юзеф Верещинський
  - Станіслав Вибрановський (склав мандат у 1903, на його місце обраний Миколай Торосевич)
  - Мечислав Онишкевич
- 3. Перемишльська округа:
  - Август Ґорайський
  - Володимир Козловський
  - Владислав Країнський
- 4. Золочівська округа: 
  - Казімєж Городиський
  - Владислав Чайковський
  - Корнель Пайґерт
- 5. Чортківська округа:
  - Броніслав Городиський
  - Владислав Чайковський
  - Володимир Семигиновський
- 6. Тарнівська округа:
  - Юзеф Менцинський
  - Ян Гупка
  - Стефан Сенковський
- 7. Тернопільська округа:
  - Жан Вів'єн де Шатобрун
  - Евстахій Заґурзький
  - Міхал Ґарапіх
- 8. Сяніцька округа:
  - Ян Тшецецький
  - Казімєж Лясковський
  - Ян Урбанський
  - Мечислав Урбанський
- 9. Самбірська округа:
  - Станіслав Незабітовський
  - Альбін Райський
  - Тадеуш Шатковський
- 10. Жовківська округа:
  - Тадеуш Стажинський (на його місце 3 вересня 1907 обраний Станіслав Стажинський)
  - Станіслав Бялоскурський
  - Анджей Любомирський
- 11. Санчівська округа:
  - Тадеуш Пілат
  - Антоній Марс
- 12. Ряшівська округа:
  - Станіслав Єнджейович
  - Станіслав Домбський
- 13. Стрийська округа:
  - Клеменс Дідушицький
  - Францішек Розвадовський
- 14. Станиславівська округа:
  - Войцех Дідушицький
  - Станіслав Брикчинський
- 15. Коломийська округа:
  - Миколай Кшиштофович
  - Лешек Ценський
- 16. Львівська округа:
  - Давид Абрагамович

#### ІІ курія
- Генрик Колішер (Львівська палата)
- Арнольд Рапапорт (Краківська палата) (помер у 1907, на його місце обраний Юзеф Саре)
- Натан Левенштайн (Бродівська палата)

#### ІІІ курія
- 1. Округ Львів:
  - Якуб Бойко
  - Ґодзімір Малаховський
  - Міхал Міхальський (помер у 1907, на його місце 3 вересня 1907 обраний Станіслав Цюхцінський)
  - Леонард П'єтак
  - Тадеуш Романович (помер у 1904, на його місце 7 листопада 1904 обраний Станіслав Ґломбінський)
  - Тадеуш Рутовський
- 2. Округ Краків:
- Ян Кантій Федерович
  - Владислав Леопольд Яворський
  - Юліуш Лео
  - Ян Роттер (помер 22 червня 1906, на його місце обраний Валєнтій Станішевський)
- 3. Округ Перемишль:
  - Леонард Тарнавський
- 4. Округ Станиславів:
  - Леон Білінський
- 5. Округ Тернопіль:
  - Еміль Міхаловський
- 6. Округ Броди:
  - Октав Сала
- 7. Округ Ярослав:
  - Владислав Ягль
- 8. Округ Дрогобич:
  - Леонард Вісневський
- 9. Округ Бяла:
  - Станіслав Лазарський (на його місце 7 листопада 1906 обраний Рудольф Лукас)
- 10. Округ Новий Санч:
  - Юліан Дунаєвський
- 11. Округ Тарнів:
  - Адольф Вайгінгер
- 12. Округ Ряшів:
  - Станіслав Яблонський
- 13. Округ Самбір:
  - Францішек Томашевський
- 14. Округ Стрий:
  - Філіп Фрухтман
- 15. Округ Коломия:
  - Казімєж Вітославський (помер у 1906, на його місце 18 грудня 1907 обраний Ян Клеський)
- 16. Округ Подгуже-Величка:
  - Францішек Мариєвський
- 17. Округ Бохня-Вадовиці:
  - Фердинанд Майсс
- 18. Округ Горлиці-Ясло:
  - Зигмунт Яворський (склав мандат на І сесії, на його місце обраний Адам Скжинський, який помер у 1905, і на його місце 31 жовтня 1905 обраний кс. Леон Пастор)
- 19. Округ Сянік-Коросно:
  - Казімєж Ліпінський
- 20. Округ Бережани-Золочів:
  - Станіслав Шетцель

#### IV курія
1. Округ Львів — Теофіль Мерунович
2. Округ Городок — Адольф Бруницький
3. Округ Бережани — Казімєж Трачевський
4. Округ Бібрка — Станіслав Мицельський
5. Округ Рогатин — Андроник Могильницький (склав мандат у 1903, але 14 червня 1904 повторно обраний)
6. Округ Підгайці — Едмунд Літинський
7. Округ Заліщики — Тадеуш Ценський
8. Округ Борщів — Мечислав Дунін-Борковський (на його місце в 1907 обраний Тадеуш Чарковський-Ґолєєвський)
9. Округ Чортків — Станіслав Рудроф
10. Округ Гусятин — Адам Ґолуховський
11. Округ Коломия — Роман Пузина
12. Округ Городенка — Антоній Теодорович
13. Округ Косів — Філіп Залєський
14. Округ Снятин — Стефан Мойса-Росохацький
15. Округ Перемишль — Владислав Чайковський
16. Округ Ярослав — Єжи Чарторийський
17. Округ Яворів — Іван Кантій Шептицький
18. Округ Мостиська — Станіслав Стадницький
19. Округ Самбір — Фелікс Созанський
20. Округ Турка — Михайло Глиджук (помер у 1907, на його місце обраний Йосиф Ганчаковський)
21. Округ Дрогобич — Ксенофонт Охримович
22. Округ Рудки — Станіслав Баль
23. Округ Старий Самбір — Станіслав Аґопсович (вибори скасовані, але в наступних виборах повторно обраний; помер на зламі 1906/1907, на його місце обраний Ян Яворський)
24. Округ Сянік — Володимир Трусколяський (помер 11 лютого 1906, на його місце 20 червня 1906 обраний Володимир Курилович)
25. Округ Лісько — Антін Старух (склав мандат у 1903, але 14 червня 1904 повторно обраний)
26. Округ Добромиль — Павел Тишковський
27. Округ Березів — Здіслав Скшинський
28. Округ Станиславів — Йосип Гурик (склав мандат у 1903, але 14 червня 1904 повторно обраний)
29. Округ Богородчани — Олексій Барабаш (склав мандат у 1903, але 14 червня 1904 повторно обраний)
30. Округ Бучач — Артур Целецький
31. Округ Надвірна — о. Корнило Мандичевський
32. Округ Тлумач — Ян Урбанський
33. Округ Стрий — Євген Олесницький (склав мандат у 1903, але 14 червня 1904 повторно обраний)
34. Округ Долина — о. Теодор Богачевський (склав мандат у 1903, але 14 червня 1904 повторно обраний)
35. Округ Калуш — Адольф Вурст
36. Округ Жидачів — Станіслав Павліковський
37. Округ Тернопіль — Юліуш Коритовський
38. Округ Скалат — Леон Пінінський
39. Округ Збараж — Дмитро Остапчук (склав мандат у 1903, але 14 червня 1904 повторно обраний, помер у 1907, на його місце обраний Андрій Шмігельський)
40. Округ Теребовля — Єжи Баворовський
41. Округ Золочів — Аполінарій Яворський (помер у 1904, на його місце 10 липня 1905 обраний Казімеж Обертинський)
42. Округ Броди — Олександр Барвінський (склав мандат у 1903, на його місце 14 червня 1904 обраний о. Теодозій Еффинович)
43. Округ Кам'янка Струмилова — Станіслав Бадені
44. Округ Перемишляни — Роман Альфред Марія Потоцький
45. Округ Жовква — Михайло Король (склав мандат у 1903, але 14 червня 1904 повторно обраний)
46. Округ Сокаль — Вінцентій Країнський
47. Округ Чесанів — Ян Гноїнський
48. Округ Рава — Віктор Мазикевич (склав мандат у 1903, але 14 червня 1904 повторно обраний)
49. Округ Краків — кс. Анджей Шпондер
50. Округ Хшанув — Анджей Казімєж Потоцький
51. Округ Бохня — Здіслав Влодек
52. Округ Бжеско — Ян Альбін Ґетц
53. Округ Величка — Віктор Сколишевський
54. Округ Ясло — кс. Кароль Клементовський (на його місце 15 листопада 1904 обраний кс. Адам Весолінський)
55. Округ Горлиці — Владислав Плоцький
56. Округ Коросно — Ян Стапінський
57. Округ Ряшів — Томаш Шаєр
58. Округ Кольбушова — Януш Тишкевич
59. Округ Ланьцут — Болеслав Жардецький
60. Округ Нисько — Клеменс Костайм
61. Округ Тарнобжег — Здіслав Тарновський
62. Округ Новий Санч — Станіслав Поточек
63. Округ Грибів — Міхал Гуза
64. Округ Новий Торг — Ян Беднарський
65. Округ Ліманова — Антоній Водзицький
66. Округ Тарнів — Евстахій Станіслав Сангушко (помер у 1903, на його місце 15 жовтня 1903 обраний Філіп Влодек)
67. Округ Домброва — кс. Антоній Вільчкевич
68. Округ Пільзно — Титус Буйновський
69. Округ Ропчиці — Адам Єнджейович
70. Округ Мелець — Францішек Кремпа
71. Округ Вадовиці — кс. Станіслав Стояловський
72. Округ Бяла — Францішек Крамарчик
73. Округ Мислениці — Казімєж Любомирський
74. Округ Живець — Войцех Швед